# Richard Wientzek
Richard Wientzek (* 17. Mai 1970 in Bamberg) ist ein deutscher Maler und Zeichner.

## Leben
Richard Wientzek wuchs in der Nähe von Bamberg auf. Er studierte von 1992 bis 2000 Kunstgeschichte, Germanistik und Niederlandistik in Bamberg sowie in Amsterdam. Seit 2000 ist er Mitglied im Berufsverband Bildender Künstlerinnen und Künstler Oberfranken e.V. Er lebt und arbeitet in Bamberg.

## Werk
Ein Hauptthema der Malerei Wientzeks ist die pointierte Darstellung der von Menschen geordneten Kulturlandschaft und der ländlichen-urbanen Mischzonen zwischen Idylle und ökonomischer Nutzung, mit subtilen Anspielungen auf malerische Traditionen vergangener Epochen, v. a. das 19. Jahrhundert.
Neben seiner Tätigkeit als Maler und Zeichner widmet er sich Medienprojekten, Performances, Illustrationen sowie Musikalien. Seit 2000 entwickelt er Projekte gemeinsam mit dem Wien-Graz-Bamberger KünstlerInnenkollektiv monochrom, 2003 erhielt er ein Stipendium Artist-in Residence im MuseumsQuartier in Wien.
In Zusammenarbeit mit dem Künstlerkollektiv monochrom wirkte er wesentlich an der multimedialen Installation des österreichischen Pavillons auf der Biennale von São Paulo 2002 mit.
Im Juni 2007 wurde sein Gemälde „Land in Sicht“ von den Museen der Stadt Bamberg angekauft. 2008 erhielt Wientzek den Volker-Hinniger-Preis für zeitgenössische Kunst. Im April 2010 erwarb die Regierung von Oberfranken das Gemälde „Europa“.

„Wer Wientzeks Kunst in die Kategorie „Fotorealismus“ einsortieren möchte, liegt damit auf den ersten vagen Blick nicht völlig falsch, bei genauer Betrachtung aber doch vollkommen daneben. Seine großformatigen Landschaften, natürlich freizügigen Aktbilder und modern arrangierten Stillleben zeigen im Gegensatz zu Fotos nicht nur einen kleinen Ausschnitt der Wirklichkeit, Richard Wientzeks Gemälde sind die Wirklichkeit, in all ihren widersprüchlichen Facetten.“

Ab 2010 verlegte Wientzek seinen Schaffensschwerpunkt von der Malerei auf die Zeichnung.  In Rückbesinnung auf seine ehemalige Tätigkeit als Zeichner bei der Archäologischen Staatssammlung München stellt er im Maßstab 1:1 Objekte und skurrile Fundstücke mit Zeichentusche und Buntstiften auf Papier dar. In seinen Stillleben treffen Alltagsgegenstände und Konsumartikel (wie Brot, Geldscheine oder Spielzeug) auf Ikonen der Kunst- und Kulturgeschichte sowie Buch- oder Songtitel.

„„So entstehen Sinnbilder – defekte Sinnbilder einer vielgestaltigen, traurig-witzigen Welt, von deren Substanz wir letztlich wissen, dass sie aus Molekülen bestehen, aus viel leerem Raum und wenig Begreifbarem dazwischen. Wientzek beschreibt diesen Zustand der Welt, ohne sich auch nur über das Kleinste zu erheben. Es ist ein immer wieder erstauntes Lächeln, ein erfreutes Zur-Kenntnis-Nehmen, das den ephemeren Hervorbringungen dieser Welt gilt – und diese Qualität der Werke Wientzeks ist eine  zutiefst poetische.““

2018 wurde das zeichnerische Schaffen Wientzeks in einer Einzelausstellung in der Nationalgalerie Prag gewürdigt.

## Auszeichnungen und Preise
- Volker-Hinniger-Preis 2008

## Einzelausstellungen
- 2023, „60 Movies – Zeichnungen/Drawings“[10], Kesselhaus Bamberg, Kunstverein Bamberg
- 2019, „One Artist“, Art Karlsruhe
- 2018, „Kresby/Drawings“, Nationalgalerie Prag, Národní Galerie Praha
- 2018, „One Artist“, Art Karlsruhe
- 2017, „60 Songs – Zeichnungen/Drawings“, Kunsthaus Hannover
- 2016, „10 Zeichnungen von Richard Wientzek“, Kunsthaus Hannover
- 2014, „12 Zeichnungen von Richard Wientzek“, Kunsthaus Hannover
- 2013, Galerie Ulrich Gering, Frankfurt/Main
- 2012 „One Artist“, Art Karlsruhe
- 2011 „Gute Sachen“, Kunsthaus Hannover
- 2010 „Paradies und Parkverbot“, Galerie Atzenhofer, Nürnberg
- 2010 „Regierung und Kunst“, Regierung von Oberfranken, Bayreuth
- 2009 „Tagwerk“, Stadtgalerie Bamberg/Villa Dessauer
- 2007 „Flurbereinigung“, Städtische Galerie Alte Mühle, Bad Vilbel

## Gruppenausstellungen (Auswahl)
- 2016, „Five“, Kunsthaus Hannover
- 2016, „Kunstpreis der Nürnberger Nachrichten“, Kunsthaus Nürnberg
- 2016, „7 im Kesselhaus“, Kunstraum Kesselhaus, Bamberg
- 2015, „Affordable Art Fair Hamburg“
- 2015, „Cranach 2.0 – Der internationale Lucas-Cranach-Preis 2015“, Wittenberg/Kronach
- 2014, „Mixed“, Kunsthaus Hannover
- 2014, Art Fair Köln
- 2013 „Realisme“, Passenger Terminal, Amsterdam
- 2012 „Klassentreffen“, Kunsthaus Hannover
- 2011 „2500 m² Malen im Quadrat“, Galerie Ulrich Gering, Frankfurt am Main
- 2011 „Kunstpreis der Nürnberger Nachrichten“, Kunsthaus Nürnberg
- 2010 „I love Alltag“, Kunsthaus Hannover
- 2009 „Akt + Badende“, Galerie Voigt, Nürnberg
- 2004 „Utopia Station/Zukunftslektorat“, Haus der Kunst, München
- 2003 „25. Bienale de Sao Paulo. Iconografias Metropolitanas“

## Belege
1. ↑  Markus Hörsch, Frank Taschner (Hg.): Richard Wientzek. Nächstes Bild. Gemälde und Zeichnungen. Bamberg 2009, Vorwort
2. ↑  quartier21-Stipendiat: Juni 2003 bis Juli 2003 (Memento vom 17. Mai 2008 im Internet Archive); abgerufen am 5. Februar 2024.
3. ↑  monochrom-Projekt auf der Biennale de São Paulo 2002
4. ↑  Gemälde „Land in Sicht“ (Memento vom 3. April 2016 im Internet Archive)
5. ↑  Gemälde „Europa“ (Memento vom 8. Dezember 2015 im Internet Archive)
6. ↑  http://www.atelieratzenhofer.de/
7. ↑  Richard Wientzek Zeichnungen 2010-2017 Kerber Verlag, Bielefeld, New York, 2017
8. ↑  Jiři Fait: Zur Kunst Richard Wientzeks. In: Mirja Dieckhaus und Frank Hoff (Hg.): Richard Wientzek – Zeichnungen/Drawings 2010–2017, S. 4–6.
9. ↑  Richard Wientzek: Drawings | National Gallery Prague. Abgerufen am 5. Februar 2024 (amerikanisches Englisch).
10. ↑  https://www.60movies.de